# Ráchi (ort i Grekland, Mellersta Makedonien, Nomós Imathías)
Ráchi är en ort i Grekland.   Den ligger i prefekturen Nomós Imathías och regionen Mellersta Makedonien, i den norra delen av landet, 300 km norr om huvudstaden Aten. Ráchi ligger 395 meter över havet och antalet invånare är 501.
Terrängen runt Ráchi är varierad. Runt Ráchi är det glesbefolkat, med 9 invånare per kvadratkilometer. Närmaste större samhälle är Véroia, 4,5 km norr om Ráchi. I omgivningarna runt Ráchi växer i huvudsak blandskog.